# Színházi esték
A Színházi esték Ambrus Zoltán író, színikritikus 1914-ben megjelent könyve, színikritikái egy részének 400 oldalas gyűjteménye. A kötet a világirodalom drámáinak hazai bemutatóiról írt, a lapokban 1882-től kb. 20 éven át megjelent bírálatait gyűjti egybe. Az írások a könyvben kronológiai sorrendben következnek Szophoklész Oedipus királyától kezdve az 1910-es évekig. 
Még ugyanabban az évben megjelent a szerző további kritikáinak kisebb füzete, melyet 1917-ben egy újabb, hasonlóan vékony füzet követett. A három kiadvány tehát:
- Színházi esték, Élet Irodalmi és Nyomdai Rt., Budapest, 1914
- Régi és új színművek. Színházi bírálatok, Lampel, Budapest, 1914
- Régi és új színművek. Színházi bírálatok, második sorozat, Lampel, Budapest, 1917.

## Ambrus Zoltán kritikusi pályakezdése
Ambrus Zoltán kritikusi működése 1882-ben kezdődött. Első éves egyetemistaként jelent meg első kritikája a Fővárosi Lapokban, név nélkül. Ekkor még ritkán és álnéven írt. Később Arany László beajánlotta a Függetlenség c. laphoz színikritikusnak, amikor ott Péterfy Jenő megvált a színházi rovatától (1882). Ambrus Zoltán az ő utóda lett. A következő évben az Egyetértés kritikusa is, azután a Budapesti Hírlapba és más lapokba is írni kezdett. Közben 1885-ben egy évet töltött Párizsban. 
A századforduló évtizedeinek nagy tekintélyű kritikusa lett. Természetesen magyar és külföldi darabokról egyaránt írt kritikákat, de gyűjteményeibe csak a külföldiekről írtak egy részét vette fel. 1917-ben kinevezték a Nemzeti Színház igazgatójának, ekkor színikritikusi tevékenységét felfüggesztette.

## A kötetek ismertetése
A három kötet összesen 45 író 69 darabjának kritikáját tartalmazza. Ezek lényegében drámabírálatok, a színészi játékra vonatkozó részek a gyűjteményekből nagyrészt kimaradtak. A kötetek közös jellemzője, hogy kizárólag külföldi szerzők drámáival foglalkoznak. Többségben vannak a francia szerzők, és az ismertetett darabok fele is francia. 
A 19. század előtti drámaírók közül Ambrus Zoltán csak néhány klasszikus egy-egy drámáját vette be gyűjteményébe, Shakespeartől kivételként kettőt: (A velencei kalmár és A makrancos hölgy). Molière A képzelt betegét lényegében gyenge darabnak tartja, („Bohózatnak hidegleléses, ijesztő és unalmas, vígjátéknak torz dolgokkal teli, fantaisienek felületes és összefüggéstelen ez az egész Képzelt beteg.”). Lessing Bölcs Náthánjában, melyet a közvélemény hidegnek talált, sok melegséget fedez fel, Agustín Moreto „kedves darabját”, a Közönyt közönnyel-t  remekműnek nevezi, Alarcón A hazugjáról szólva kitér a spanyol színházi viszonyokra is. 
A 19. századi szerzők művei közül 3-3 drámát mutat be ifj. Dumastól, Victor Hugótól, Ibsentől és Shaw-tól. Victor Hugo drámáit idejét múltnak tartja („a romanticizmus félszázados színi masinériái ugyancsak megkoptak.”). Edmond Rostand Cyrano de Bergeracjáról szinte egész tanulmányt ír, sok mesterkéltséget talál benne. Az akkoriban modernnek számító francia szerzők közül másokat is keményen megbírál, Henry Bataille darabjait (A szerelem gyermeke, A fáklyák [L'Enfant de l'amour és Les Flambeaux]) hatásvadásznak tartja és kiemeli írójuk bőbeszédűségét: „Ez a rettenetes szóár! Csakis a félnapon át tartó folytonos eső lehet ennyire untató és ilyen nyomasztó hatású.”
A nem francia darabok közül kiemelkedik az Ibsen Nóra-járól írt kritikája 1889-ből, mely jól mutatja a kritikus szigorúságát. Nóra lélekrajzában sok hibát talál, és általában is higgadtabb világításban láttatja Ibsen alakját, mint a rajongói. Iróniával szól Shaw néhány közhelyszerű darabjáról, és különösen az osztrák Schnitzlerről. Több olyan kortárs drámát is bemutat, amelyről magyarul talán azóta sem jelent meg más ismertetés. 
A Színházi esték tartalomjegyzéke összesen 52 darab címet sorol fel (lásd a kötet végét). Az 1917-ben kiadott füzet (Második sorozat) tartalomjegyzéke:
- Henry Bataille:
  - A szerelem gyermeke
  - A fáklyák
- Louis Bénières: Papillon, a kőfaragó
- Arnold Bennett és Edward Knoblock: Mérföldkövek
- Paul Bourget: A barrikád
- Shaw: 
  - Nem lehessen tudni
  - Cézár és Kleopátra
  - Pygmalion
  - Androklesz és az oroszlán
- Karl Schönherr: Föld
- Maurice Vernon (Harry M. Vernon) és Harold Owen: A mandarin

## A gyűjtemények fogadtatása
Szinnyei Ferenc a könyv szerzőjét legkiválóbb színi kritikusaink sorába helyezi, kiemeli írásművészetét, széleskörű műveltségét. Kritikáinak fő jellemző vonása „az igazság keresése témában, lélekrajzban, jellemzésben, beszédben. Ha ezt nem talál valamely darabban, szigorúan ítél. A hamis nagyságok kíméletlen leleplezője, merészen szókimondó kritikus társaival és a nagyközönséggel szemben.…Tárgyilagosan mutat rá kiváló művek gyengéire és egészen silányak esetleges jó oldalaira. Nem nyomja el lelkesedését, melyet a szellemesség, a tónus előkelősége, a jellemzés és lélekrajz finomságai, vagy a szerkezet jelessége keltenek benne, ezeket örömmel emeli ki mindig, de nem nyomja el a kontárkodás, a handabanda, a reklám, a hazugság okozta bosszankodását vagy derültségét sem. Ilyenkor fölényesen gúnyos lesz s valósággal kikacagja a darabot.”
Zsigmond Ferenc a szerzőt a nagy elődök, Gyulai Pál és Salamon Ferenc kritikai munkásságával veti egybe: „Nála nincs meg az a sziklaszilárd bizalom és ragaszkodás a drámai műfaj néhány alapvető szabályához, mint amazokban. Ambrus felfogása kételkedőbb; a legbeváltabb elméleti tételekkel sem igen szereti felfegyverezni magát.” Gyulai mindig „a tiszta tragédiát és komédiát sürgette s ez utóbbiak hiányát az erkölcsi mély meggyőződés hiányának minősítette”, Ambrus Zoltán viszont az ún. „középfajú dráma” korszakában néha „úgy látszik céltalannak tartja az ilyen szigorú erkölcsi álláspontot”. Máskor azonban pontosan mutat rá az „új dráma” (vagy polgári dráma) hiányosságaira. Ambrus Zoltán leghatásosabb fegyvere az irónia. Kedveli a francia szellemes stílusú darabokat, bár közülük is kifigurázza pl. Bataille-t és Rostand-t, de másokat is. „Élvezet olvasni, milyen finom vágásokkal szabdalja összevissza Ibsen, Knoblauch, Shaw, Schnitzler drámaírói ábrázatát.” 
A Színházi esték kritikáiról írja Császár Elemér: „Dramaturgiai dolgozatoknak nevezzük őket, mert többet nyújtanak, mint az egyszerű drámabírálatok”. A kritikus egyéniségének szerinte is fő vonása a tárgyilagosság. „Ez a tárgyilagosság veleszületett igazságszeretetének következménye, de másodsorban módszerének is. Taine tanítványa: beleállítja a drámát a maga korába, környezetébe, nem tévesztvén szem elől a drámaíró egyéniségét sem… Amily tárgyilagos kritikusunk az értékelésben, épp oly szubjektív az a forma, melyben az objektív ítélet megjelenik, különösen akkor, ha az ítélet lesújtó. Nem nagyképűsködik, nem oktat, hanem gúnyolódik. Ez az irónia, mely elevenné teszi dolgozatait, azonnal elnémul a tehetségekkel szemben, hogy annál élesebben harsogjon a kontárok fülébe.”